# Podomyrma rugosa
Podomyrma rugosa är en myrart som först beskrevs av Clark 1934.  Podomyrma rugosa ingår i släktet Podomyrma och familjen myror. Inga underarter finns listade i Catalogue of Life.